# Ярость
Я́рость, бе́шенство — чрезвычайно сильная эмоция или импульсивная и крайне агрессивная реакция (аффект), которая может быть вызвана раздражением индивида или оскорбляющей ему характеристикой. Ярость суровее гнева и вообще не поддаётся управлению, нежели гнев, крайней формой которого данная эмоция является. Ярость чаще всего сопровождается утратой самоконтроля. Необходимо принять в расчет отличие, ярость может спровоцировать ярость, когда она существует сама по себе и является пиком для таких терминов как злость, гнев, агрессия и т.д.

Начальник-самодур

## Ярость с точки зрения психологии
Психологи отграничивают ярость от злости и гнева, указывая на «больший уровень возбуждения» и большую интенсивность этой эмоции.
Проявления ярости объясняются психологически аналогично проявлениям агрессии. Для объяснения применяются три основные теории:
- Теория влечений Зигмунда Фрейда. Согласно ей, ярость есть порождение врождённого влечения индивида к агрессии. Поступательное подавление ярости влечёт душевные расстройства.
- Фрустрационно-агрессионная теория, предполагающая, что агрессия в основном является реакцией на фрустрацию, а ярость, тем самым, является разрядкой этой агрессии.
- Теория обучения Альберта Бандуры предполагает, что ярость, как и все другие эмоции, является продуктом обучения индивида на примере окружающего его общества.

## Приступ ярости

### Общие положения
Под приступом ярости понимается в большинстве случаев кратковременная частичная или полная потеря контроля над чувством гнева, называемая в юридической практике аффектом. Ярость может быть направлена против людей, животных, учреждений или даже вещей и часто имеет конкретный триггер, но не обязательно направлена на причинение вреда этому триггеру. Ярость считается слабостью характера, в большинстве культур ценится противоположное состояние хладнокровия.
В исключительных ситуациях и под сильным стрессом приступ ярости может случиться с любым человеком, но у холериков риск выше. У маленьких детей ярость характерна для определённой стадии психического развития.
Приступы ярости характерны для некоторых психических расстройств, таких как госпитализм, аутизм (синдром раннего детского аутизма или синдром Аспергера). Ярость возникает в таких случаях исключительно часто, длится чрезвычайно долго и, как правило, бывает очень интенсивна. Для умственно отсталых людей ярость также характерна, так как их способности контролировать и обрабатывать столь сильные эмоции весьма ограничены.

### Приступы ярости у детей
У детей в возрасте от одного до четырёх лет приступы ярости — это распространённое и нормальное поведение. Разочарование приводит у многих детей в этом возрасте к эскалации телесных и словесных реакций. Усталость и голод провоцируют ярость. Чтобы усмирить ярость, родителям рекомендуется не акцентировать внимание на выходках ребёнка, а на положительном примере объяснить ребёнку его неправоту.

## Контроль ярости
Ярость в большинстве культур считается предосудительной, и общество не принимает её, так как она не соответствует ожидаемому социальному поведению.
Научные исследования, однако, показывают, что подавляемая ярость может вызывать заболевания, как и в случае со стрессом. К ним относятся, помимо прочего, повышенный уровень холестерина, гипертония, повышенный риск инфарктов и заболеваний сердечно-сосудистой системы. Приступ ярости, в свою очередь, стимулирует выработку адреналина и норадреналина, влияющих на свёртываемость крови.
В психологической литературе часто рекомендуется адекватно выражать или перенаправлять ярость в спорт, активное воображение, творческую деятельность или устранять ярость методами релаксации.
Также выделяют так называемую «холодную» ярость, которая от обычной отличается тем, что человек, под её воздействием, чётко осознаёт всё, что он делает, не говоря уже о спокойствии и хладнокровии в этот момент, с сохранением ровной интонации голоса и внешней невозмутимости.